# Anderland (Film)
Anderland (Originaltitel: Den brysomme mannen, dt. Der lästige Mann) ist ein norwegischer Film des Regisseurs Jens Lien, der erstmals auf den Internationalen Filmfestspielen von Cannes 2006 aufgeführt und mit dem ACID-Preis ausgezeichnet wurde. In Deutschland kam der Film am 4. Oktober 2007 in die Kinos. Die dystopische Geschichte basiert auf einem Hörspiel von Per Schreiner, der auch das Drehbuch verfasste.

## Handlung
Der 40-jährige Andreas findet sich ohne Erinnerung in einem Bus wieder, der ihn in eine unbekannte Stadt fährt. Ohne weitere Erklärung wird ihm Wohnung und Arbeitsplatz gezeigt mit der Aussage, dass er sich schnell einleben werde. Die Menschen der Stadt sind gefühlskalt und oberflächlich, Unfälle oder Gefühlsäußerungen werden ignoriert, Gespräche werden fast ausschließlich über Einrichtungsgegenstände geführt. Es gibt keine Kinder, Alkohol hat keinerlei Wirkung, und das Essen schmeckt nach nichts. Bei Verletzungen oder Todesfällen tauchen in Grau gekleidete Männer auf, die schnell alle Spuren beseitigen.
Andreas versucht einen Weg aus der Stadt zu finden, doch die Spuren des regelmäßig neue Bewohner bringenden Busses hören nach kurzer Strecke einfach auf. Er beginnt eine Beziehung mit der Verkäuferin Anne-Britt, die so leidenschaftslos ist, dass er schon bald beginnt, mit einer Arbeitskollegin namens Ingeborg fremdzugehen. Eines Abends kündigt er Anne-Britt an, sie zu verlassen, und fragt Ingeborg, ob sie zusammenziehen wollen. Sie erklärt, auch Sex mit drei anderen Männern zu haben, die sie genau so nett findet wie ihn. Sie würde aber trotzdem mit ihm zusammenziehen, da sie dann eine Badewanne hätte.
Überzeugt, in dieser Stadt keine wirkliche Liebe finden zu können, wirft Andreas sich vor eine U-Bahn und wird mehrfach überfahren. Er überlebt jedoch nahezu unverletzt und wird von den grauen Männern nach Hause begleitet. Eines Tages trifft er Hugo, der einen Riss in der Kellerwand gefunden hat, aus dem wunderschöne Musik zu hören ist. Andreas beginnt erst allein, dann mit Hugos Hilfe ein Loch in die Wand zu graben, und sie können nach kurzer Zeit Kuchen riechen und Kinder spielen hören. Bevor er jedoch in die Parallelwelt flüchten kann, wird er von den grauen Männern verhaftet und mit dem Bus aus der Stadt gefahren. Kurz darauf findet er sich in einer kargen Eiswüste wieder, und der Bus fährt davon.

## Kritiken
Die deutschsprachigen Kritiken sind unterschiedlich ausgefallen:
Inge Kutter von der Zeit bezeichnet Anderland als eine „beklemmend aktuelle Dystopie“, die „die Realität nur um Nuancen übersteigert“. Lien erzeuge „eine beständige Spannung, die einen durch den gesamten Film zieht und am Ende in eine eisige Ungewissheit entlässt, was Andreas’ Schicksal anbelangt“.
Der Spiegel nennt den Film eine „subtile Groteske“. Da die „Herrschaft der Gefühllosigkeit“ aber entgegen anderen düsteren Zukunftsvisionen nur wenig Angriffsfläche biete, wirke „auch der Kampf gegen sie eher kraftlos“.
Jörg Peter Löblein von der Berliner Morgenpost kritisierte den Film deutlich: „Anstatt die Prämissen seiner Anti-Utopie konsequent auszubuchstabieren, operiert er nur auf jenem unausgereift-pubertären Weltschmerz-Level, auf den sich Bewohner realer Scheinwelten schon immer allzu umstandslos einigen konnten.“

## Auszeichnungen
Anderland wurde auf diversen Filmfestivals ausgezeichnet, dies waren unter anderem:
Amanda 2006
- Amanda: Bester Schauspieler (Trond Fausa Aurvaag)
- Amanda: Beste Regie (Jens Lien)
- Amanda: Bestes Drehbuch (Per Schreiner)
- Zwei weitere Nominierungen

Internationale Filmfestspiele von Cannes 2006
- ACID Award (Jens Lien)

Fantasporto 2007
- International Fantasy Film Award: Special Mention (Jens Lien)

Neuchâtel International Fantastic Film Festival 2007
- Bester Film, bester europäischer Film